# Cimo Röcker
Cimo-Patric Röcker (21 de enero de 1994 en Schneverdingen, Alemania) es un futbolista alemán que juega en el Werder Bremen de la Bundesliga y en la Selección Alemana sub-17. Jugó de lateral izquierdo en la Copa Mundial Sub-17, donde su equipo terminó tercero; Röcker anotó un gol en esta competencia en la goleada contra Ecuador. Considerado un jugador de gran talento fue comparado con el legendario lateral de la Selección Brasileña y del Real Madrid Roberto Carlos da Silva.

## Carrera

### Werder Bremen
Desde enero del 2008, Röcker jugó en las categorías inferiores del Werder Bremen. En la temporada 2010/2011 fue capitán del Werder Bremen U-17. En la temporada 2011/2012 él es capitán nuevamente pero ahora de la categoría U-19.
En agosto del 2011 hizo su momentáneo debut en el primer equipo del Werder Bremen. En noviembre del 2011 firmó su primer contrato profesional con su actual club.
Para la temporada 2012-2013 de la Bundesliga fue promovido al primer equipo asignándole el dorsal número 29 alternando con el equipo juvenil y la primera plantilla.

### Selección Alemana
Röcker formó parte de la Selección Alemana sub-15 desde mayo del 2009, y llamado para la categoría superior, sub-16, en agosto de ese mismo año. En el verano del 2010 fue llamado por el director Técnico de la Selección alemana sub-17 Steffen Freund; debutando para esta misma en septiembre del 2010.El 29 de marzo de 2011 anotó su primer gol para la Selección alemana en contra de Suiza. En mayo del 2011 formó parte del equipo alemán para la Euro-copa U-17 en Serbia, antes de la Copa Mundial Sub-17

### Otros
En su nombre la 'C' puede ser pronunciada como una 'Z' (= Zimo).
El título de este artículo contiene el carácter 'Ö'. Donde no este disponible o no se desee, su nombre puede ser representado como 'Cimo Roecker'. "Cimo" significa "superior". Su madre se llama Corina Röcker

## Éxitos en su carrera
- 2011 Eurocopa Sub-17: subcampeón
- 2011 Campeón de la Liga B para categorías inferiores de equipos de Alemania del norte Werder Bremen
- 2011 Vicecampeón de la Liga B Alemana para equipos de categorías inferiores
- 2011 Copa Mundial Sub-17 de la FIFA: Tercer lugar

## Fechas memorables
- 04/2008: Cimo Röcker juega para el Werder Bremen U-15.
- 06/2009: Cimo Röcker juega para la Selección Alemana U-15.
- 07/2009: Cimo Röcker juega para su país nuevamente, pero esta vez para la categoría U-16.
- 09/2010: Cimo Röcker es llamado para jugar en la Selección Alemana U-17.
- 05/03/11: Cimo Röcker aparece para Alemania en la Eurocopa U-17 en Serbia.
- 05/15/11: Cimo Röcker gana la Medalla de Plata junto con sus compañeros por haber perdido la final de la Eurocopa ante Holanda por 2-5 en Novi Sad.[5]
- 06/2011: Cimo Röcker debuta para su selección en la Copa Mundial Sub-17. Después de anotar un gol en su primera victoria en este campeonato en contra de Ecuador (20 de junio de 2011, Querétaro), Röcker se convirtió en un elemento clave para la Selección Alemana que terminó tercera, después de la victoria ante Brasil por 4-3 por el 3.er puesto en el Estadio Azteca, México, D.F..

## Estadísticas
| Temporada | Equipo            | Liga        | Partidos (goles) |
| --------- | ----------------- | ----------- | ---------------- |
| 2009-10   | Werder Bremen U17 | B-Junior-BL | 23 (1)           |
| 2010-11   | Werder Bremen U17 | B-Junior-BL | 23 (2)           |